# 黃永仁
黃永仁（1941年10月21日—），台灣金融界人物，國立嘉義高中畢業，國立中興大學法商學院合作經濟系（今國立臺北大學金融與合作經營學系）畢業，於2003年獲第三屆國立臺北大學傑出校友。曾任玉山金控董事長、玉山銀行董事長、玉山銀行總經理、行政院金融改革委員會委員、華南商業銀行副總經理、第一商業銀行董事、臺灣省政府財政廳第二科科長、基層金融研究訓練中心所長。
1992年創立「玉山銀行」，也是1992年台灣開放民營銀行設立時，唯一不具財團或官方背景的銀行。
2001年，獲「李國鼎管理獎章」。2002年，獲第13屆「國家品質獎」個人獎，是第1位獲獎金融界人士。2014年獲第七屆台灣傑出金融業務「菁業獎」個人獎項「特殊貢獻獎」，是首位獲菁業獎的銀行家。2025年獲臺北大學頒發名譽管理博士學位。